# Shimelis Bekele
Shimelis Bekele (ur. 2 stycznia 1990 w Auasie) – etiopski piłkarz grający na pozycji pomocnika. Od 2021 jest zawodnikiem klubu El Gouna FC.

## Kariera klubowa
Swoją karierę piłkarską Shimelis rozpoczął w klubie Hawassa City SC. W jego barwach zadebiutował w 2010 roku w pierwszej lidze etiopskiej. Następnie grał w Saint-George SA, Al-Ittihad Trypolis i Al-Merreikh. W 2014 trafił do Petrojet FC. W latach 2019–2021 grał w Misr Lel-Makkasa SC, a w 2021 przeszedł do El Gouna FC.

## Kariera reprezentacyjna
W reprezentacji Etiopii Shimelis zadebiutował 18 sierpnia 2010 roku w przegranym 0:3 towarzyskim meczu z Kenią, rozegranym w Addis Abebie. W 2013 roku został powołany do kadry na Puchar Narodów Afryki 2013, a w 2022 na Puchar Narodów Afryki 2021.